# Eunidia transversevittata
Eunidia transversevittata là một loài bọ cánh cứng trong họ Cerambycidae.